# Chang Frick
Chang Johannes Frick (uttal: /'ɧaŋ/), före 1995 Chang Georg Lindberg, född 24 oktober 1983 i Loshults församling, är en svensk journalist och fotograf. Han är chefredaktör för nättidningen Nyheter Idag.

## Uppväxt
Frick genomgick gymnasiet vid Ekbackeskolan i Osby kommun. Åren 2003–2006 studerade han maskinteknik vid Högskolan Kristianstad, men slutförde aldrig studierna. Enligt Frick är han resande via sin far och jude via sin mor. 2008 flyttade han från Kristianstad och bosatte sig i Stockholm. Numera bor han i Håbo kommun.

## Politisk karriär
Chang Frick har tidigare varit politiskt aktiv inom Sverigedemokraterna, och valdes 2010 in för dem i  Kristianstads kommunfullmäktige.

## Arbetsliv

### Nyheter Idag
Chang Frick och Jakob Bergman grundade i februari 2014 nättidningen Nyheter Idag. Nättidningen finansieras och hanteras av bolaget Publicism NITEK AB, där Frick är suppleant. Tidningen är inriktad på politik, skvaller, sociala medier samt utrikesnyheter. Sajten har av Resumé benämnts vara SD-vänlig, men publicerar även SD-kritiska artiklar som till exempel det reportage av Frick om riksdagsledamoten Pavel Gamov, ett reportage som enligt Resumé hyllades av flera framstående journalister.
Frick har i Nyheter idag gjort reportage som har uppmärksammats i riksmedier, exempelvis medierapporteringen kring övergreppen under We Are Sthlm sommaren 2015 (2016), en resa till Ryssland med Sverigedemokraternas riksdagsledamot Pavel Gamov (2017), Fortifikationsverkets utlämnande av ritningar på militära skyddsobjekt till Kina (2017), kontakter mellan Utrikesdepartementet och journalisten Patrik Oksanen (2018) samt Försäkringskassans bidrag till Iraks försvarsminister Najah al-Shammari (2019). Frick har dock nekats inträde i Publicistklubben.:22m40s
Jörgen Huitfeldt sade 2018 att Frick på många sätt kan jämföras med Expressens politikreporter Niklas Svensson då de båda är urtypen för en murvel med "ett enormt nyhetsdriv kombinerat med en förmåga att slänga käft med vem som helst." Kajsa Norman porträtterade Chang Frick i reportageboken En alldeles svensk historia (2019) och undersökte vad som tycks göra Frick immun mot social stigmatisering.

### Företag
Han driver holdingbolaget Davka Förvaltning AB. Företaget har två dotterbolag, bland annat Publicism Nitek AB. Frick är vidare engagerad i Svensk Kärnkraft AB, Atomkraft Motorsport Event Nordic AB och Syndikatet Payments AB.

## Medverkan i TV (urval)
- 2022 – IFS – invandrare för svenskar (TV-serie)